# Programa de rearme naval japonés

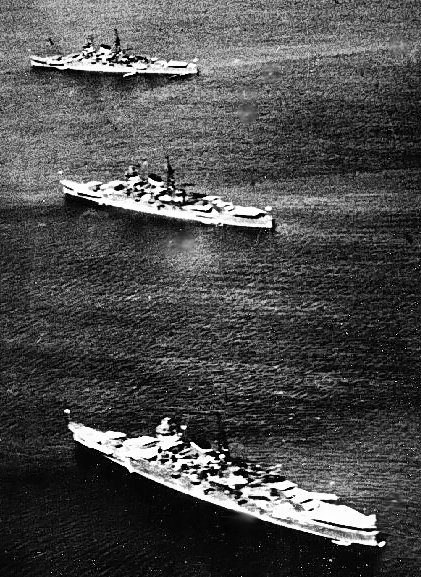
Cruceros de la AIJ Mogami, Mikuma y Kumano, todos construidos bajo el plan "Círculo Uno".

El 1.º Programa de Rearme Naval Japonés (マル1計画, 第一次補充計画 Maru 1 Keikaku, Dai-Ichi-Ji Hojū Keikaku) también conocido como el plan "Círculo Uno" fue el primero de cuatro planes de expansión de la Armada Imperial Japonesa entre 1930 y el inicio de la Segunda Guerra Mundial.

## Antecedentes
El Tratado Naval de Londres impuso severas restricciones a las capacidades navales de Japón con respecto a la Armada de los Estados Unidos y la Armada Real Británica en términos de tonelaje y número de buques capital de guerra. La respuesta del Estado Mayor de la Armada Imperial Japonesa fue iniciar un programa de construcción para construir nuevos buques de guerra hasta los límites de tonelaje asignados en cada una de las categorías restringidas, e invertir en tipos de buques de guerra y armamento que no estén específicamente cubiertos por las disposiciones del tratado.
El plan "Círculo Uno" fue presentado por el Ministerio de la Marina y aprobado por el Gabinete en noviembre de 1930, y oficialmente ratificado por la Dieta de Japón en 1931. Pidió la construcción de 39 nuevos buques de combate, centrados en cuatro de los nuevos cruceros de la clase Mogami, y la expansión del Servicio Aéreo de la Armada Imperial Japonesa a 14 Grupos Aéreos Navales. El presupuesto para la construcción de los buques de guerra fue sobre una base de seis años, y el presupuesto para la formación de los grupos aéreos fue de tres años. La financiación total asignada fue de 247.080.000 yenes para la construcción de barcos y 44.956.000 yenes para la expansión de la aviación naval.
En términos de desarrollo de la aviación naval, el plan "Círculo Uno" también se concentró en el desarrollo de nuevas tecnologías de aeronaves, especialmente de grandes hidroaviones, bombarderos terrestres, así como en aviones de ataque con base en portaaviones e hidroaviones de ataque que podrían lanzarse desde acorazados, cruceros o submarinos. También se prestó atención al entrenamiento de pilotos y tripulaciones aéreas en bombardeos en picado y tácticas de torpedos.
En un suplemento de 1932 al plan "Círculo Uno", se agregaron fondos adicionales para la construcción de tres embarcaciones más: la licitación submarina Taigei y dos cazadores submarinos.

## Tabla de buques
| Categoría                   | Clase      | Planeados | Completados                                                | Convertidos                                                 |
| Crucero ligero              | Mogami     | 4         | Mogami, Mikuma, Suzuya, Kumano                             |                                                             |
| Destructor                  | Hatsuharu  | 12        | Hatsuharu, Nenohi, Wakaba, Hatsushimo, Ariake, Yūgure      | 6 de ellos fueron convertidos en buques de clase Shiratsuyu |
| Destructor                  | Shiratsuyu |           | Shiratsuyu, Shigure, Murasame, Yūdachi, Harusame, Samidare | 6 de ellos fueron convertidos en buques de clase Hatsuharu  |
| Buque torpedero             | Chidori    | 4         | Chidori, Manazuru, Tomozuru, Hatsukari                     |                                                             |
| Submarino crucero           | I-6        | 1         | I-6                                                        |                                                             |
| Submarino de gran tamaño    | I-68       | 6         | I-68, I-69, I-70, I-71, I-72, I-73                         |                                                             |
| Submarino de tamaño medio   | Ro-33      | 2         | Ro-33, Ro-34                                               |                                                             |
| Buque nodriza de submarinos | Taigei     | 1         | Taigei                                                     | Más tarde convertido en uno clase Ryūhō                     |
| Minador                     | Okinoshima | 1         | Okinoshima                                                 |                                                             |
| Minador                     | Natsushima | 3         | Natsushima, Nasami, Sarushima                              |                                                             |
| Dragaminas                  | No.13      | 6         | No.13 to No.18                                             |                                                             |
| Cazasubmarinos              | No.1       | 2         | No.1 and No.2                                              |                                                             |